# Plataforma en Defensa da Ensenada de San Simón
La Plataforma en defensa da Ensenada de San Simón es una asociación compuesta a su vez, por varios colectivos ciudadanos tales como asociaciones de vecinos, asociaciones culturales, cofradías de pescadores, asociaciones empresariales, y personas independientes. No pueden pertenecer a esta Plataforma ni partidos políticos ni organizaciones sindicales. Desde su fundación esta asociación ha llevado a cabo numerosas campañas de sensibilización y divulgación sobre los problemas ambientales que afectan a la Ría de Vigo.

## Objetivos
El principal objetivo de la Plataforma en defensa da Ensenada de San Simón es la defensa medioambiental de la ensenada de San Simón en particular y la Ría de Vigo en general, así como la calidad de vida de las personas que en viven en esta área. Para conseguirlo denuncian las actividades ilícitas que suponen una agresión para el medio ambiente ante las distintas administraciones públicas.